# Ahad Ha'Am
Pour les articles homonymes, voir Hirsch et Ginsberg.
Ahad Ha'am ou  Asher Hirsch Ginsberg (né le 18 août 1856 à Skvyra et mort le 2 janvier 1927 à Tel Aviv-Jaffa) est un penseur nationaliste juif et leader des Amants de Sion. Il est l'un des pères de la littérature hébraïque moderne.

## Biographie
Il naît en 1856 en Russie. Il signe son premier article « Lo zé hadérèh » (« Ce n'est pas la voie »),, du nom de plume Ahad Ha'am (« Un du Peuple » au sens de l'homme ordinaire), qui deviendra son pseudonyme. Dans son article, où il appelle à la renaissance morale de chacun, indispensable avant toute action, il brille par son style clair et précis. Il est de ceux qui pensent qu'on ne peut ramener la totalité du Peuple Juif sur la Terre d'Israël, et qu'ainsi, un État juif ne peut être la solution idéale aux problèmes de l'ensemble du peuple. Pour lui, la solution passe par une activité éducative étendue et compétente. Toujours d'après Ahad Haam, La Libération du Peuple passe par la création d'un centre spirituel sur la Terre d'Israël. De là provient son opposition au sionisme politique de Theodor Herzl, duquel il est resté en marge durant toute son existence. Il fonde alors les Bneï-Moshé.
Après la divulgation des pogroms de Kishinev, Ahad Haam et d'autres poètes de langue hébraïque publient un manifeste appelant les Juifs à l'auto-défense.
Ahad Haam séjourne plusieurs fois en Palestine et, avec courage et transparence, il dénonce les lacunes inhérentes aux nouvelles implantations juives, particulièrement celles qui sont sous la coupe du Baron de Rothschild. Dans son journal Hashiloah (Siloé) qu'il dirige de 1896 à 1902, de nombreux écrivains influents de l'époque s'expriment. 
Il définit un corps de doctrine. La question est moins le sort des Juifs dans le monde que la survie même du judaïsme. L'existence de la culture juive est menacée par l'assimilation. La Palestine peut être un refuge culturel pour une élite ayant mission d'unifier la conscience collective pour le reste de la diaspora. Sa vision relève du sionisme spirituel opposé au sionisme politique. Ses adversaires lui reprocheront son manque d'esprit politique et l'absence de solutions politiques aux problèmes de l'heure.
En 1922, Ahad Haam s'installe à Tel Aviv où il meurt en 1927.

## Publications
- Ten Essays on Zionism and Judaism, Translated from the Hebrew by Leon Simon, Arno Press, 1973 (reprint of 1922 ed.).  (ISBN 0-405-05267-7)
- Essays, Letters, Memoirs, Translated from the Hebrew and edited by Leon Simon. East and West Library, 1946.
- Selected Essays, Translated from the Hebrew by Leon Simon. The Jewish Publication Society of America, 1912.
- Nationalism and the Jewish Ethic; Basic Writings of Ahad Ha'am, Edited and Introduced by Hans Kohn. Schocken Books, 1962

## Sources
- Walter Laqueur : Le sionisme, t. I, éd. Gallimard, Tel, 1994,  (ISBN 2070732525).
- Avraham Berman, Un accomplisseur, Jérusalem, Éd. Réouven Mass.
- Yossef Goldstein, Ahad HaAm, Jérusalem. Éd. Kéter, 1992|